# Mikkel Drexel
Mikkel Drexel (født 1. marts 1976) er en dansk tidligere målmand i fodbold. Han har senest spillet for AB.
Tidligere klubber: Køge Boldklub, Esbjerg fB, Lyngby Boldklub og AB